# Tamfok
Tamfok – gaun wikas samiti we wschodniej części Nepalu w strefie Kośi w dystrykcie Sankhuwasabha. Według nepalskiego spisu powszechnego z 2001 roku liczył on 1425 gospodarstw domowych i 7069 mieszkańców (3632 kobiet i 3437 mężczyzn).